# Parki narodowe w Ameryce Południowej

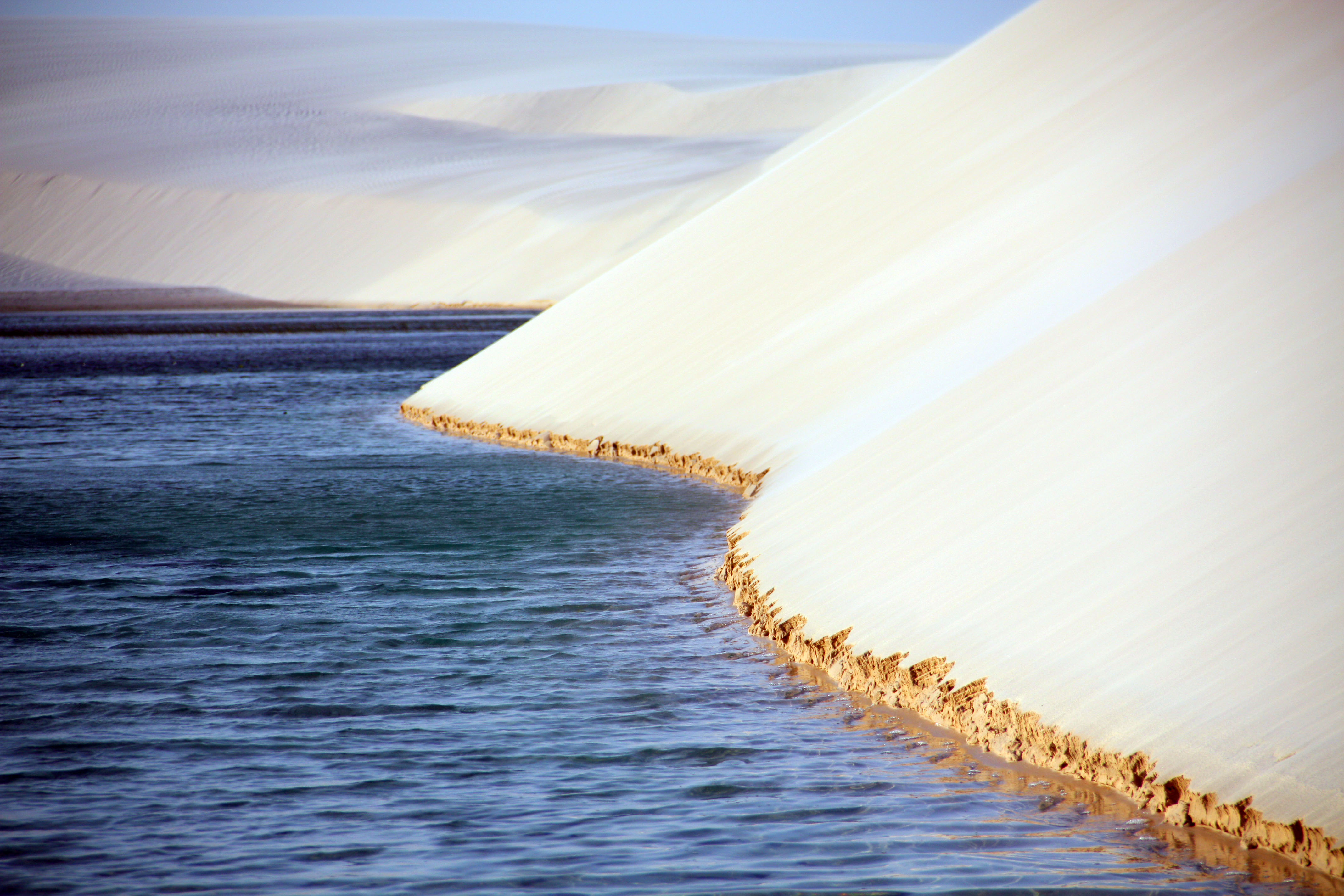
Park Narodowy Lençóis Maranhenses

W Ameryce Południowej znajduje się ok. 230 parków i rezerwatów przyrody.

## Argentyna

### Park Narodowy Nahuel Huapi
Park Narodowy Nahuel Huapi (Parque Nacional Nahuel Huapi) najstarszy park Argentyny, położony na wschodnich zboczach Andów. W języki miejscowych Indian oznacza tygrysia wyspę. Jego powierzchnia wynosi 3190 km². Park został założony w 1903 roku. Pierwotnie zajmował 75 km² i był prywatnym terenem badacza i podróżnika Francisco Perito Moreno, który obszar otrzymał od rządu argentyńskiego. Jego obecne wymiary zostały ustanowione w 1925 roku a nazwa została nadana w 1934 roku.
W parku dominują doliny polodowcowe oraz liczne jeziora. Największym z nich jest jezioro Nahuel Huapi o powierzchni 557 km² i głębokości sięgającej do 450 metrów, leżące u podnóża śnieżnego stożka wulkanicznego Mt. Tronnador. Na jeziorze położone jest jezioro Victoria.
Na terenie Parku narodowego położone jest miasto San Carlos de Beriloche.

#### Klimat, fauna i flora
W Parku Narodowym Nahuel Huapi średnie temperatury w lecie (styczeń) utrzymują się na poziomie 13 °C a zimie (lipiec) ok. 2 °C. Opady roczne wahają się od 500 mm do 2500 mm rocznie i uwarunkowane jest to wysokością nad poziomem morza.

W parku występują, do wysokości 1500 m n.p.m., bujne lasy bukowe (buk południowy) rosnące na zboczach górskich. Głównymi gatunkami zwierząt są pudu, huemale, dzięcioły czerwonogłowe, drozdy i jastrzębie. Na brzegach żyją kaczki, gęsi i czarnoszyje łabędzie.

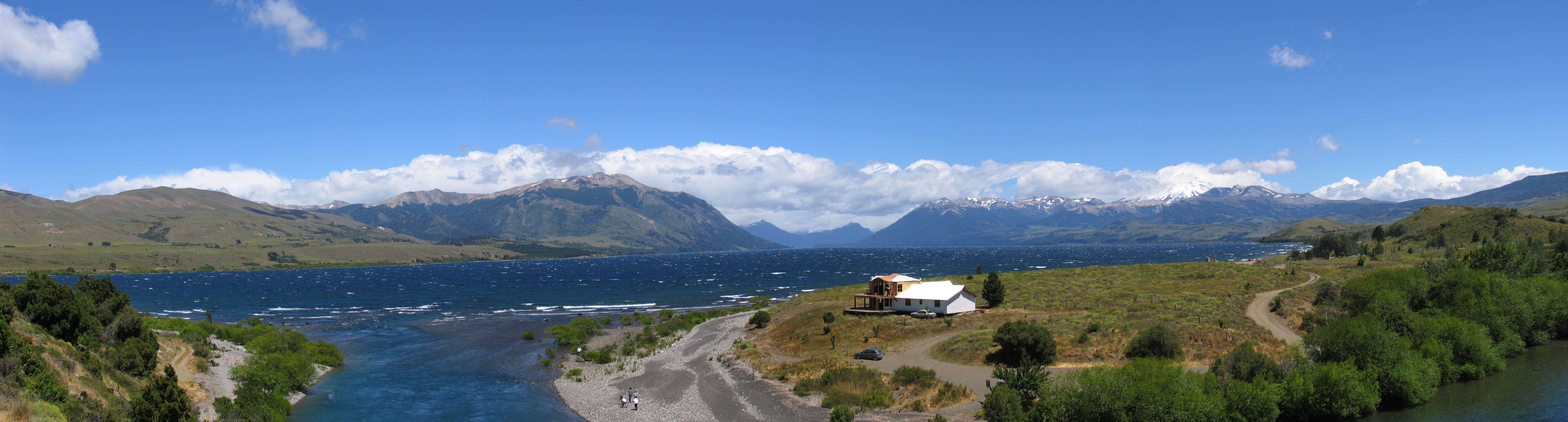
Park Narodowy Lanín

### Park Narodowy Río Pilcomayo
Park Narodowy Rio Pilcomayo znajduje się w środkowej części Niziny La Platy (Gran Chaco) przy ujściu rzeki Pilcomayo do Paragwaju. Zajmuje obszar 518 km² i został założony w 1951 roku. Na terenie parku rosną widne lasy, zarośla kolczaste, występują płaty trawiastej sawanny, roślinność wodna i bagienna. Fauna reprezentowana jest przez m.in. kapibary, pekari, pancerniki, kajmany (szerokopyski i krokodylowy) oraz liczne gatunki ptactwa wodnego.

### Park Narodowy Lanín
Park Narodowy Lanín położony w prowincji Neuquén, na obszarze północnej Patagonii.

### Park Narodowy Ziemi Ognistej

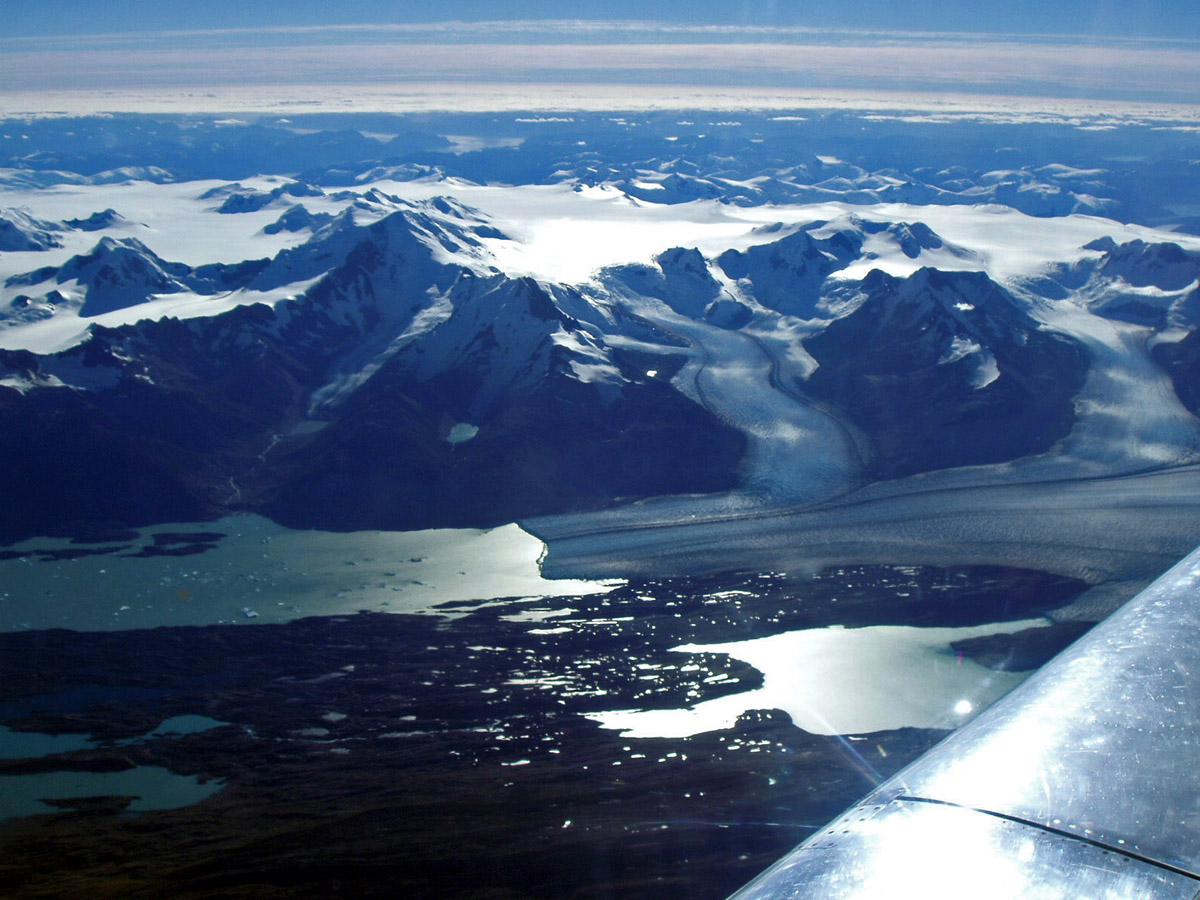
Widok na Park Narodowy Lodowców

Park Narodowy Ziemi Ognistej jest najdalej na południe kontynentu Ameryki Południowej położonym parkiem narodowym. Znajduje się na wyspie Ziemia Ognista, na zachód od miasta Ushuaia. Na terenie panuje klimat chłodny ze średnią letnią temperaturą nieprzekraczającą 8 °C i z zimową 0 °C. Przez cały rok wieja silne wiatry i występują opady deszczu a zimą śniegu sięgające od 2000–4000 mm na zachodzie do 1500 mm na wschodzie. W Parku dominuje roślinność strefy subarktycznej – lasy bukowe, mchy i porosty.

### Park Narodowy Los Glaciares
Park Narodowy Los Glaciares znajduje się we wschodniej części Andów Patagońskich w prowincji Santa Cruz), 40 kilometrów od miasteczka Calafate
Park został założony w 1937 roku i zajmuje powierzchnię 4459 km². Jego teren obejmuje wschodni fragment Lądolodu Patagońskiego (Hielo Patagonico Sur). W północnej części położone są dwa granitowe masywy Cerro Fitz Roy i Cerro Torre i wznoszą się na wysokość ponad 3 tys. metrów. Teren parku obejmuje również zachodnie części dwóch wielkich jezior Argentino i Viedma, zasilane woda z lodowców.

Największym lodowcem na terenie parku, jak i Ameryki Południowej, jest Upsala. Jego szerokość wynosi 40 km a jego powierzchnia wynosi 595 km² a jego miąższość sięga do 200 metrów. Innym lodowcem patagońskim jest Moreno. Jego nazwa pochodzi od badacza tych terenów Francisco Perito Moreno. Lodowiec ma powierzchnię 200 km² i długość 23 km. Należy on do lodowców szybko przemieszczających się – w odległości 5 km od czoła lodowca jego prędkość wynosi 1000 m/rok.

### Park Narodowy Iguazú
Park Narodowy Iguazú położony na południowym brzegu rzeki Iguaçu.

### Pozostałe parki narodowe Argentyny
- Park Narodowy Aconquija
- Park Narodowy Ansenuza
- Park Narodowy Baritú
- Park Narodowy Bosques Petrificados de Jaramillo
- Park Narodowy Calilegua
- Park Narodowy Campos del Tuyú
- Park Narodowy Chaco
- Park Narodowy Ciervo de los Pantanos
- Park Narodowy Copo
- Park Narodowy El Impenetrable

- Park Narodowy El Leoncito
- Park Narodowy El Palmar
- Park Narodowy El Rey
- Park Narodowy Iberá
- Park Narodowy Islas de Santa Fe
- Park Narodowy Islote Lobos
- Park Narodowy Lago Puelo
- Park Narodowy Laguna Blanca
- Park Narodowy Lihué Cale
- Park Narodowy Los Alerces
- Park Narodowy Los Arrayanes
- Park Narodowy Los Cardones
- Park Narodowy Mburucuyá
- Park Narodowy Monte León
- Park Narodowy Perito Moreno
- Park Narodowy Pre-Delta
- Park Narodowy Quebrada del Condorito
- Park Narodowy San Guillermo
- Park Narodowy Sierra de las Quijadas
- Park Narodowy Talampaya
- Park Narodowy Traslasierra

## Boliwia

### Park Narodowy Amboró
Park Narodowy Amboró znajduje się w centralnej części Boliwii i zajmuje obszar 4425 km². Na jego obszarze występuje 800 gatunków ptaków i 125 gatunków ssaków w tym pumy, oceloty i niedźwiedź andyjski (Tremarctos ornatus).

### Park Narodowy Madidi
Park Narodowy Madidi znajduje się w górnym dorzeczu Amazonki. Zajmuje obszar 18 958 km² i został założony w 1995 roku. Sąsiaduje z Manuripi-Heath, Apolobamba i Rezerwatem Biosfery Manu. Jest częścią jednego z największych obszarów chronionych na świecie. Przez teren parku przepływa rzeka Tuichi. Swoim obszarem obejmuje na zachodzie lodowce na wysokości sześciu tysięcy metrów, wschodnią selwę, pampasy od strony północnej, a pomiędzy tym tropikalne lasy górskie i lasy suche. Obszar parku zamieszkiwany jest, na mocy specjalnego statusu UNESCO, przez rdzenne plemiona indiańskie.

### Park Narodowy Torotoro
Park Narodowy Torotoro jest małym parkiem znajdującym się na wschodnich zboczach południowoamerykańskich Andów w północnym departamencie Potos, 140 km na południe od Cochabamba. Park zajmuje 165 km². Teren parku zamieszkują m.in. ary różowookie. Atrakcjami turystycznumi są jaskinia Cueva Humajalanta o długości 4600m i głębokości 164 metrów, zapadliska krasowe oraz Peleozoiczne i Kredowe skamieniałości – ślady stóp dinozaurów.

### Park Narodowy Sajama
Park Narodowy Sajama w Boliwii. Na terenie parku odkryto tajemnicze rysunki. Jest ich ok. 300 i są rozsiane na przestrzeni ponad 400 km². Swoją formą przypominają geoglify z Nazca. Jeden z nich widoczny jest u podnóży Sajamy.

### Pozostałe parki narodowe Boliwii
- Park Narodowy Aguaragüe

- Park Narodowy Carrasco
- Park Narodowy Cotapata
- Park Narodowy Isiboro Sécure
- Park Narodowy Kaa-Iya
- Park Narodowy Noel Kempff Mercado
- Park Narodowy Otuquis
- Park Narodowy Serranía del Iñao
- Park Narodowy Tunari

## Brazylia

### Park Narodowy Pantanal
Park Narodowy Pantanal (Parque Nacional Pantanal) znajduje się na równinnych północnych terenach Niziny La Platy w widłach rzek Paragwaj i Cuiabá. Park zajmuje 1350 km² i został założony w 1981 roku. Na terenie parku występują tereny trawiaste, roślinność bagienna i wodna, gaje palmowe oraz lasy, które są schronieniem dla m.in. pancerników, kapibar, mrówkojadów, pekari, ocelotów, wilków grzywiastych oraz zagrożonych wyginięciem jeleni bagiennych i pampasowych.

### Park Narodowy Amazonii

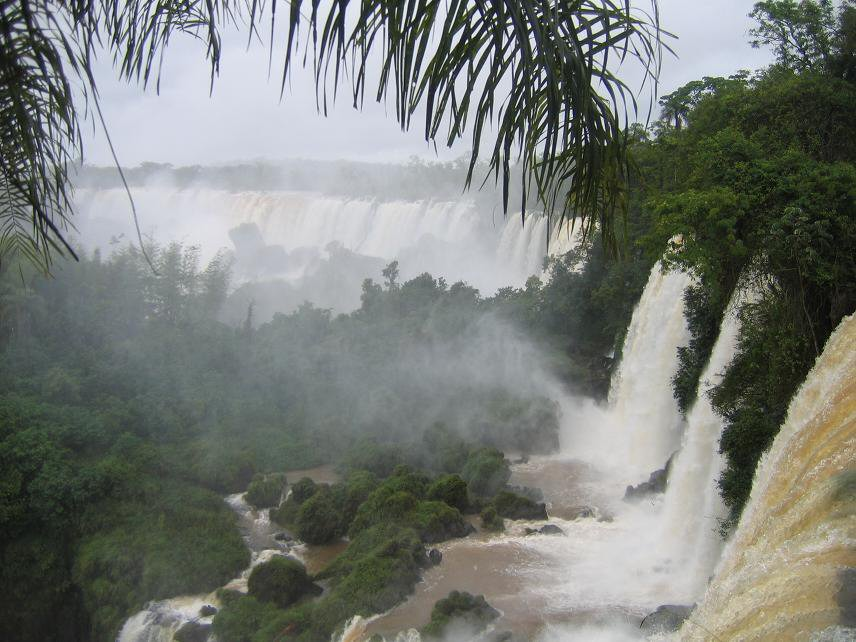
Wodospady Iguaçu w Parku Narodowym Iguaçu

Park Narodowy Amazonii (Parque Nacional da Amazônia) znajduje się we wschodniej części Niziny Amazonki w stanie Itaituba w Pará i pokryty jest meandrującymi rzekami. Jego obszar wynosi 9940 km² i został założony w 1974 roku. Na terenie parku dominują wilgotne lasy równikowe, obfitujące w palmy, paprocie, epifity i orchidee. W lasach żyją tapiry, kapibary, mrówkojady wielkie, pancerniki i liczne gatunki małp a w rzekach manaty amazońskie oraz delfiny słodkowodne.

### Park Narodowy Iguaçu

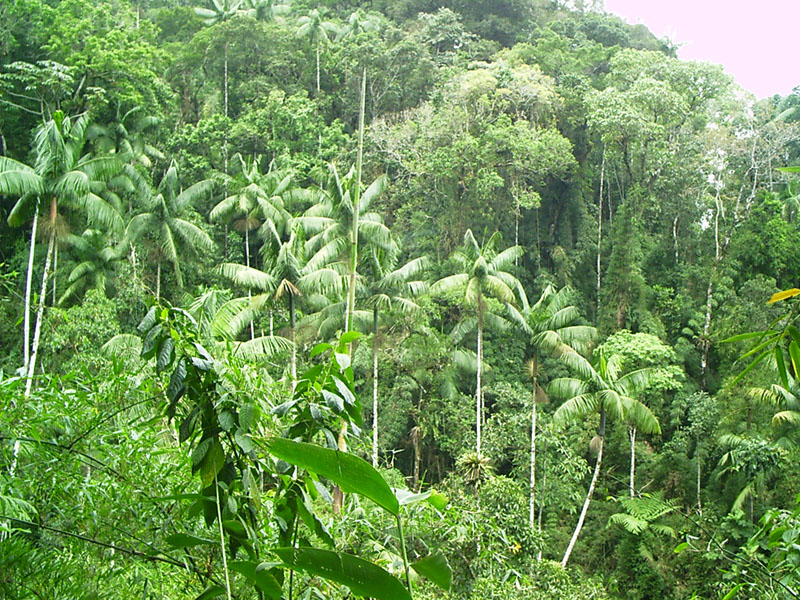
Park Narodowy Itatiaia

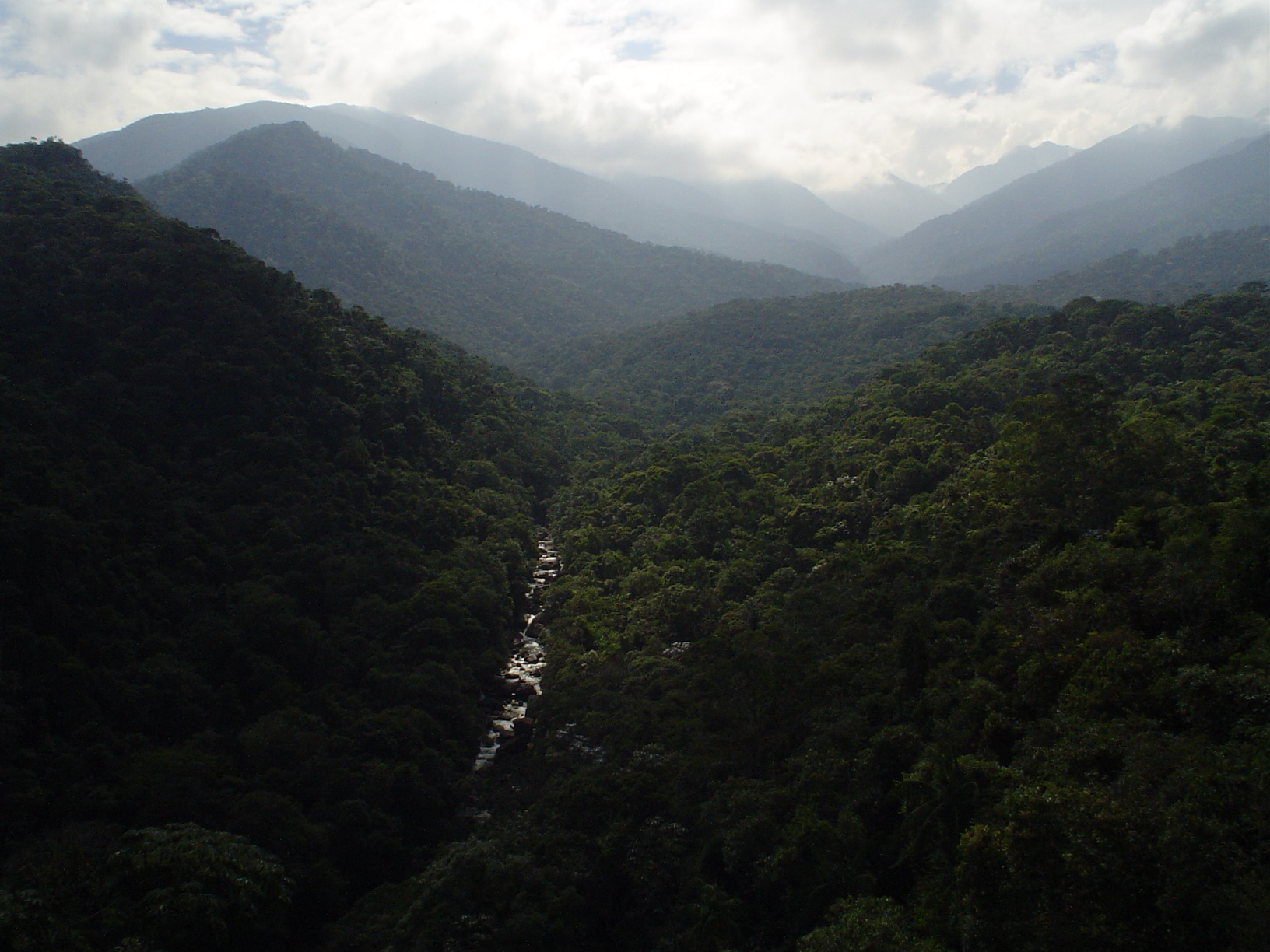
Widok na Park Itatiaia

Park Narodowy Iguaçu (Parque Nacional do Iguaçu) położony jest na północnym brzegu rzeki Iguaçu, i obejmuje tereny wyżynne przechodzące w północno-wschodniej części w górskie pasmo Serra do Boi Preto. Park zajmuje powierzchnię 1700 km² i został założony w 1939 roku. Na terenie parku znajduje się jeden z największych na świecie wodospadów Iguaçu o wysokości 80 m.
W Parku Narodowym Iguaçu rosną lasy z quebracho, rododendronem, podokarpem i ostrokrzewem oraz lasy araukariowe w których występują: koati, pumy, jaguary, oceloty, kapibary, wyjce czarne a wśród gadów kajmany i żararaki urutu. Park jest wpisany na listę światowego dziedzictwa UNESCO

### Park Narodowy Itatiaia
Park Narodowy Itatiaia (Parque Nacional do Itatiaia) znajduje się na najwyższych partiach górskiego pasma Serra do Itatiaia na Wyżynie Brazylijskiej, z najwyższym szczytem Agulhas Negras wznoszącym się na wysokość 2787 m n.p.m. Park zajmuje obszar 300 km² i został założony w 1939 roku. Szatę roślinną tworzą bujne wilgotne lasy równikowe, przechodzące wyżej w zarośla bambusów i zbiorowiska trawiaste. W parku żyją liczne przedstawiciele ssaków – tapiry, leniwce, jaguary, oceloty oraz różnorodne gatunki małp, oraz ptaków – harpie, mrówkołowy, tukany arasari, różnobarwne papugi i zagrożony gatunek marmozety lwiej.

### Park Narodowy Abrolhos Marine
Park Narodowy Abrolhos Marine (Parque Nacional Marinho dos Abrolhos) położony jest w północnej części stanu Bahia na północy Brazylii pomiędzy 17º25'–18º09' S a 38º33'–39º05' W. w sąsiedztwie miast Alcobaça, Caravelas i Prado. Park usytuowany jest w Archipelagu Abrolhos na pięciu wyspach wulkanicznych Saint Bárbara, Guarita, Sueste, Siriba i Redonda. Park zajmuje powierzchnię 91 300 km² i został założony w 1983 roku.

### Park Narodowy Aparados da Serra
Park Narodowy Aparados da Serra (Parque Nacional de Aparados da Serra) położony jest w górach Serra Geral w stanie Rio Grande do Sul na południu Brazylii

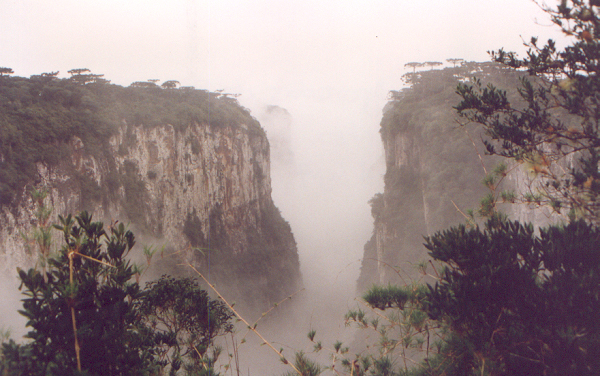
Park Narodowy Aparados da Serra

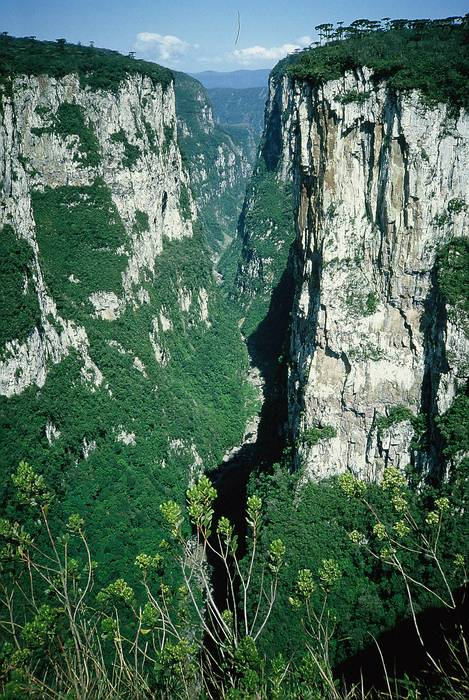
Park Narodowy Aparados da Serra

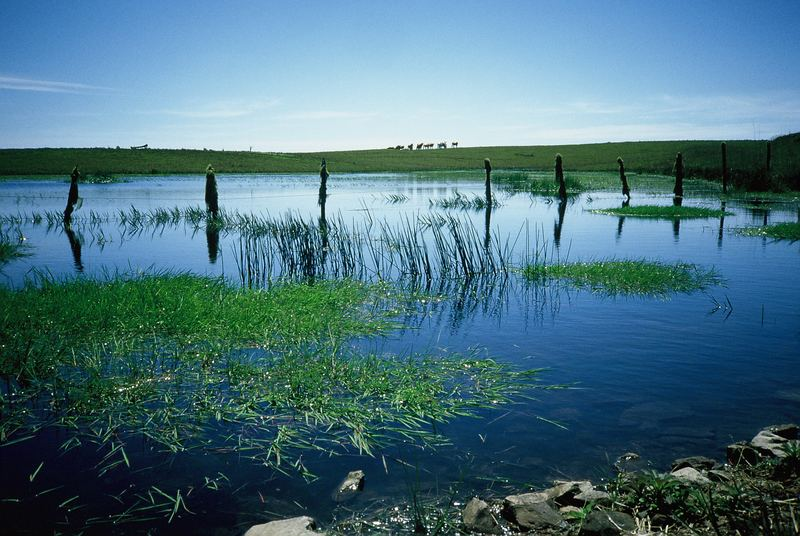
Park Narodowy Aparados da Serra

### Park Narodowy Araguaia
Park Narodowy Araguaia (Parque Nacional do Araguaia) znajduje się w stanie Tocantins w północnej Brazylii. Zajmuje 520 km² i został założony w 31 października 1969 roku.

### Park Narodowy Brasília
Park Narodowy Brasília (Parque Nacional de Brasília) znajduje się 10 km od stolicy Brazylii – Brasília w Dystrykcie Federalnym. Park zajmuje powierzchnię 28 000 km².

### Park Narodowy Cabo Orange
Park Narodowy Cabo Orange (Parque Nacional do Cabo Orange) położony jest w stanie Amapá w północnej Brazylii w pobliżu granicy Brazylii z Gujana Francuską.

### Park Narodowy Caparaó
Park Narodowy Caparaó znajduje się na granicy stanów Minas Gerais a Espírito Santo. Na jego terenie znajduje się najwyższy szczyt Brazylii Pico da Bandeira.

## Chile

### Park Narodowy Lauca
Park Narodowy Lauca położony jest w północnym Chile nad granicą z Boliwią, na zachodnich stokach Kordylierów Zachodnich w Andach Środkowych. Jego powierzchnia wynosi 1378,83 km². Park został założony w 1970 roku i jest jednym z najwyżej położonym parków narodowych na świecie, Jego średnia wysokość wynosi 4500 m n.p.m. Swoim terenem obejmuje płaskowyż położony na wysokości 3000 – 4000 m n.p.m. ponad którym na wysokość 6000 m wznoszą się zaśnieżone stożki wulkaniczne. U ich podnóży znajdują się jeziora wśród których do najbardziej znanych należą Chungará, Paiachatas i Chuquito. W części południowo-zachodniej występują jeziora słone oraz pola bagienne.
Na terenach parku znajdują się osady Indian Ajmara.

#### Klimat, fauna i flora
Na terenach parku letnie średnie temperatury dochodzą do 18 °C a zimą spadają do 4 °C. Za sprawą zimnego Prądu Peruwiańskiego, roczne opady sięgają tylko 280 mm rocznie. W Parku Lauca występuje uboga roślinność, przeważnie trawiasta i kaktusowata i żyję niewiele gatunków zwierząt: gwanako andyjskie, alpaki, wigonie, liczne gatunki gadów, kondory i flamingi.

### Park Narodowy Torres del Paine
Park Narodowy Torres Del Paine położony jest na południu Chile, górskim terenie 350 km od miasta Punta Arenas. Park został założony w 1959 roku jako Park Narodowy Lago Grey. W 1962 roku został powiększony do 2420 km² i nazwany dzisiejsza nazwą. Nazwa parku wywodzi się z języka Mapucze od słowa szaroniebieski, gdyż taki kolor przybierają wody kilku jezior. Do największych z nich należą Jezioro Sarmiento (20 km długości) i Jezioro Grey. Na terenie znajdują się skalne granitowe wieże o stromych ścianach, Torres del Paine z najwyższym szczytem Cerro Paine Grande sięgającym do 3248 m n.p.m. i pokrytym lodowym grzybem. Do największych atrakcji parku należy Jaskinia Cuerva del Miladon

#### Klimat fauna i flora

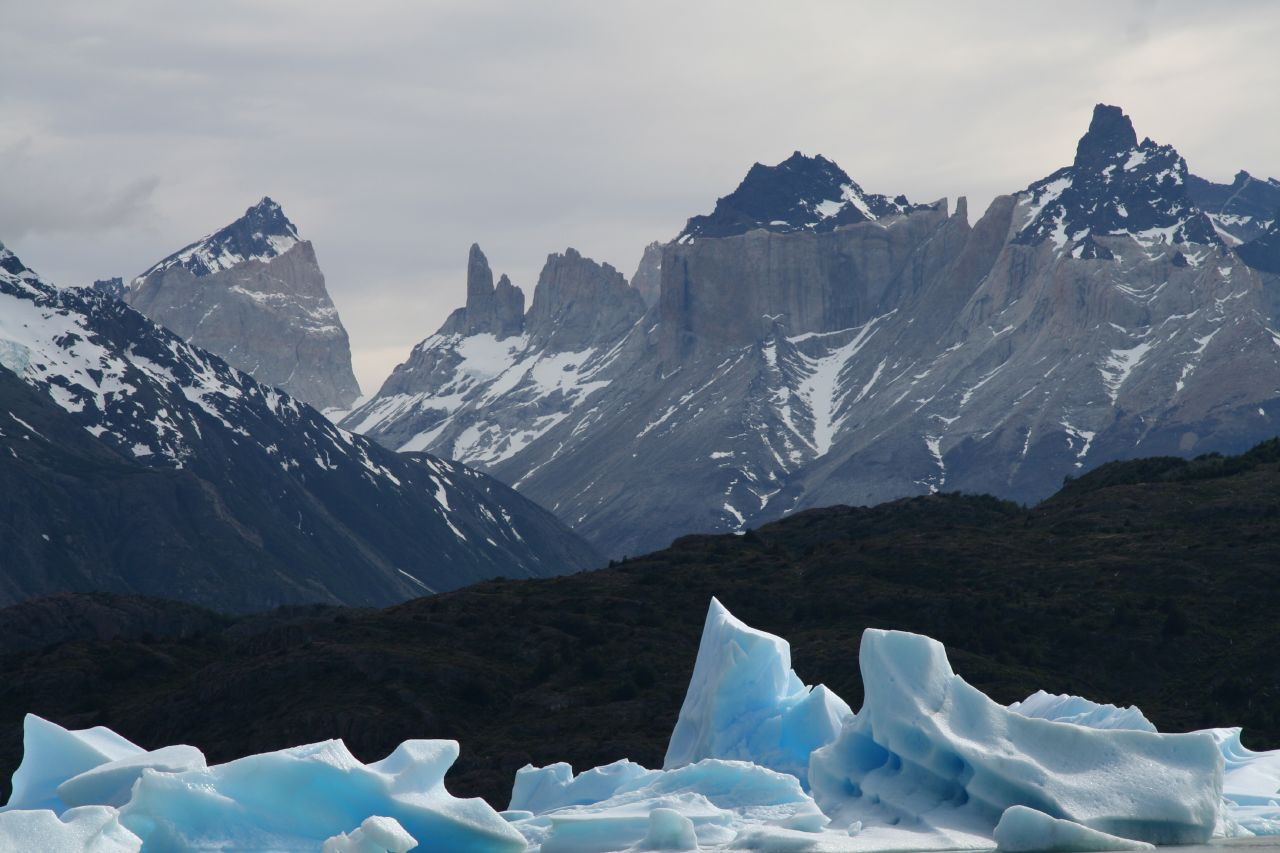
Grey Lake, w Parku Narodowym Torres del Paine

Na terenie parku panuje klimat subpolarny z letnia temperaturą ok. 9 °C i zimowej 3 °C oraz z opadami 2500 – 5000 mm rocznie. W ciągu roku dni deszczowe sięgają do 250. Niżej położone obszary parku porośnięte są roślinnością stepową a wyżej tundra.

### Park Narodowy Hornopirén
Park Narodowy Hornopirén znajduje się w Andach w prowincji Palena w regionie Los Lagos. Park zajmuje górzysty obszar 661,96 km² i został założony w 1988 roku. Jego teren jest pokryty lasami tropikalnymi. Od północy Park graniczy z rezerwatem przyrody Parkiem Pumalin. Na jego terenie położone są dwa wulkany – Hornopiren i Yate oraz lodowce zajmujące powierzchnię 30 km².
W Parku Narodowy Hornopirén żyje 25 gatunków ssaków w tym kuguary, kodkody, grizony mniejsze, lisy argentyńskie, norki amerykańskie, nutrie, pudu i huemale.

### Park Narodowy Alerce Andino
Park Narodowy Alerce Andino położony jest w Andach w regionie Los Lagos. Jego powierzchnia wynosi 392,55 km². Park został założony 17 listopada 1982. W parku dominującym gatunkiem drzew jest endemiczna ficroja cyprysowata – potężne drzewo dorastające do 60 m wysokości i żyjące blisko 3500 lat. Na obszarze żyją rzadkie gatunki zwierząt takie jak: pudu, beztorbik bambusowy czy kot argentyński.

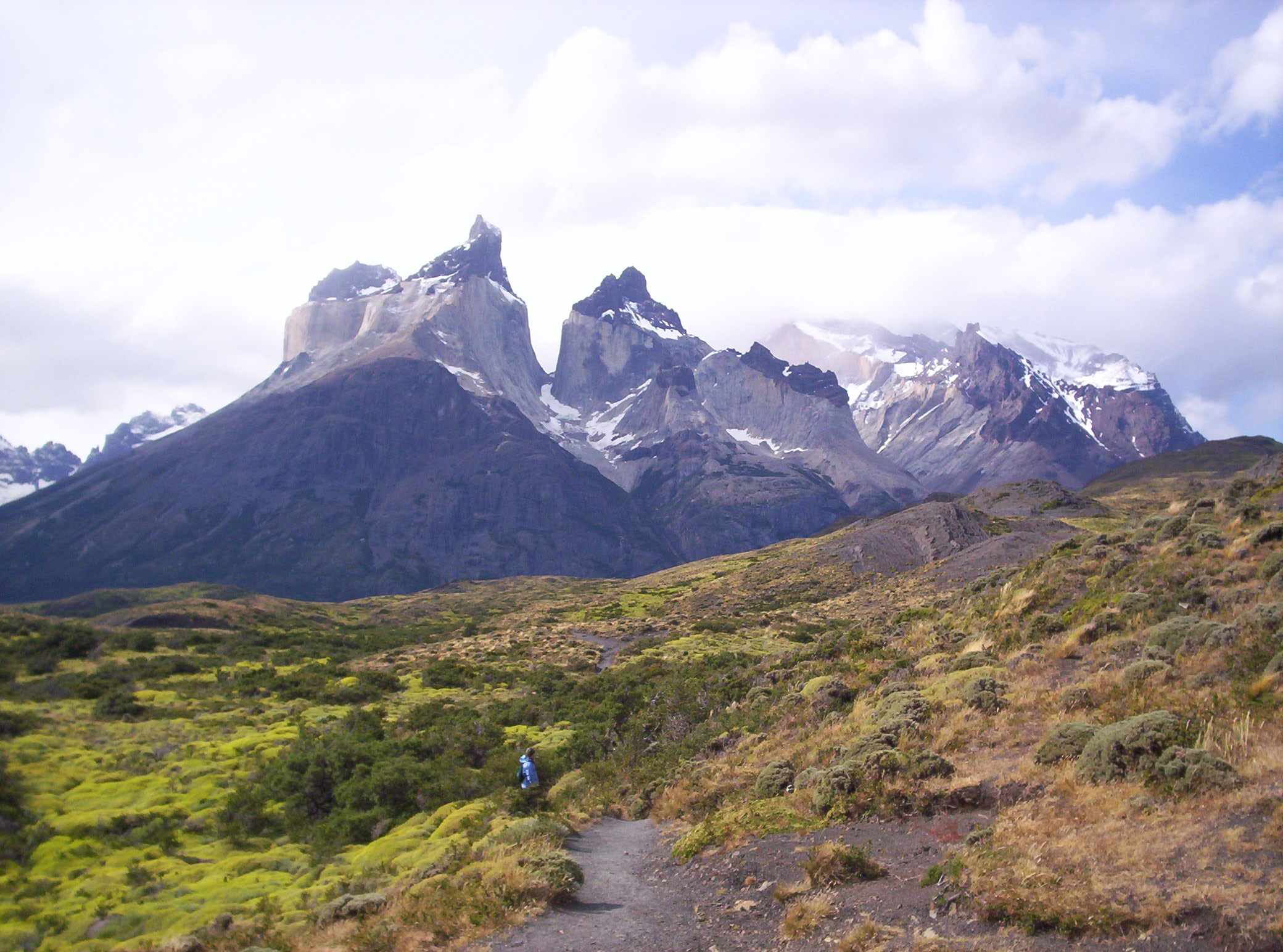
Widok na masyw Cuernos del Paine w parku narodowym Torres del Paine

### Park Narodowy Bosque de Fray Jorge
Park Narodowy Bosque de Fray Jorge położony jest w prowincji Limar w rejonie Coquimbo, ok. 100 kilometrów na południe od La Sarena nad Oceanem Spokojnym i ok. 30 km na zachód od Ovalle. Park sąsiaduje z pustynią Atakama a na południu z rzeką Limar Jest rezerwatem biosfery wpisanym na listę UNESCO.
Zaledwie 4% powierzchni parku zajmują lasy deszczowe. Pozostałą szatę roślinną tworzą:
- peruwiański pieprz (Schinus latifolius)
- Azara celastrina
- Lithraea venenosa
- Porlieria chilensis
- Aextoxicon punctatum
- Sarmienta scandens
- Griselinia scandens

W Parku Narodowy Bosque de Fray Jorge żyje bardzo duża liczba mniejszych zwierząt takich jak koszatniczka pospolita, szynszyla mała i lisy oraz różne gatunki ptaków kusacz chilijski i wojak długosterny.

### Park Narodowy Conguillío
Park Narodowy Conguillío położony jest w Andach, na terenach prowincji Cautin i Malleco, w regionie Araukania. Jego nazwa pochodzi z języka Indian Mapuche. Park zajmuje obszar 608,33 km² i założony został w 1987 roku. Na terenie parku znajdują się wulkany Llaima i Sierra Nevada oraz jeziora wulkaniczne otoczone wygasłą bazaltową lawą. W parku rosną lasy tworzone przez wieczniezielone, długowieczne drzewa iglaste: araukarię chilijską i bukan chilijski.

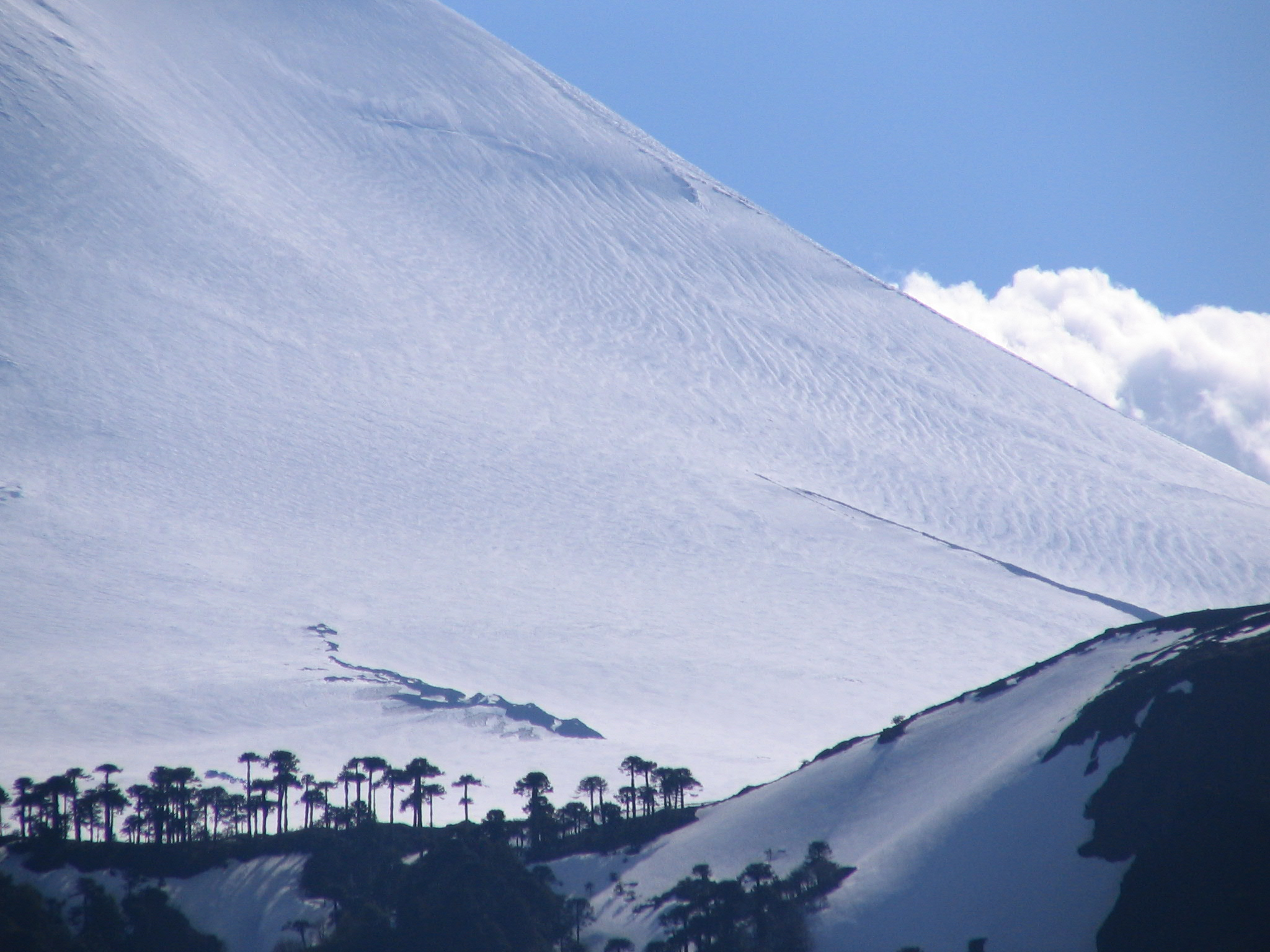
Zbocze wulkanu Llaima.
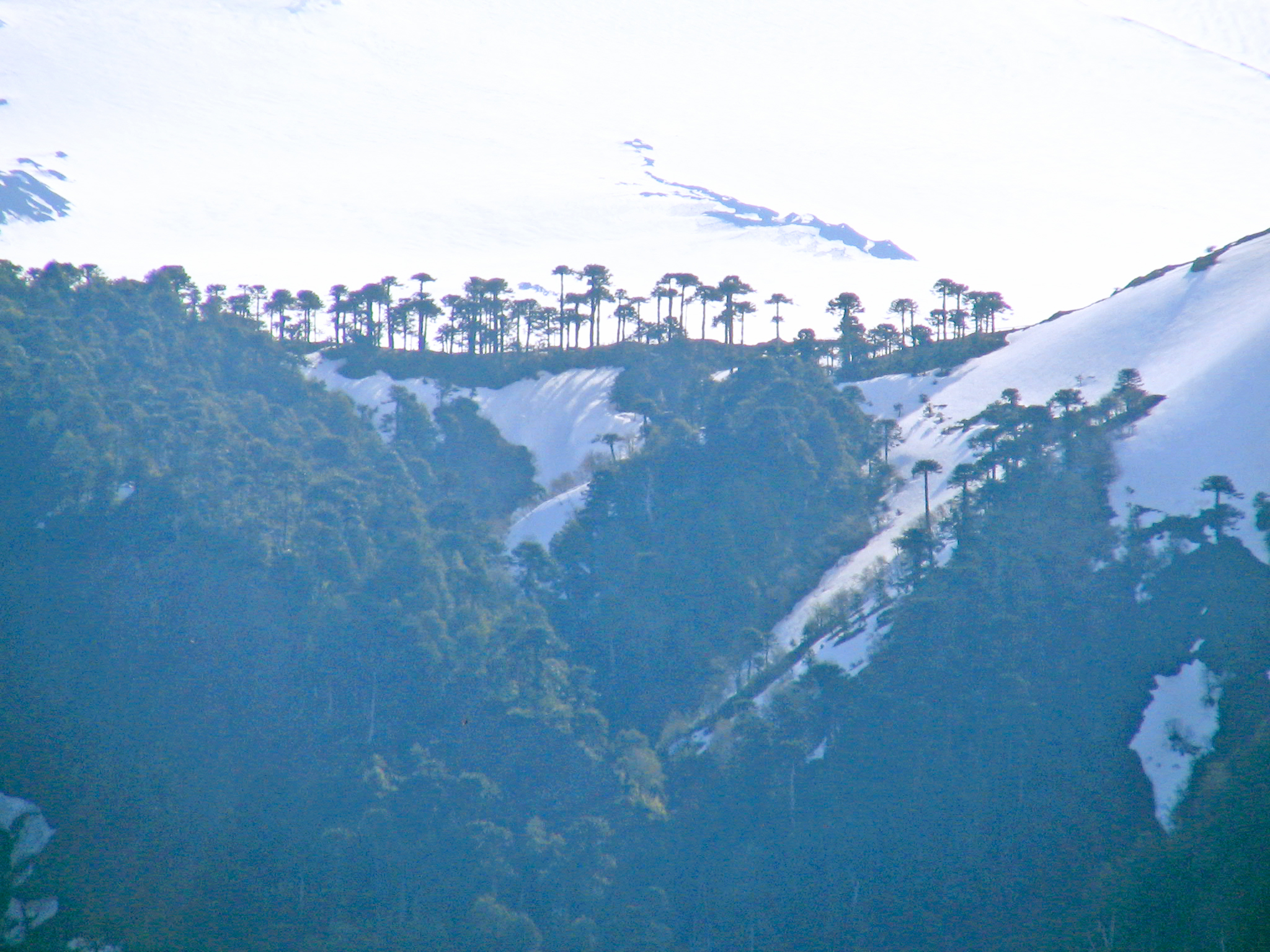
Araukaria chilijska
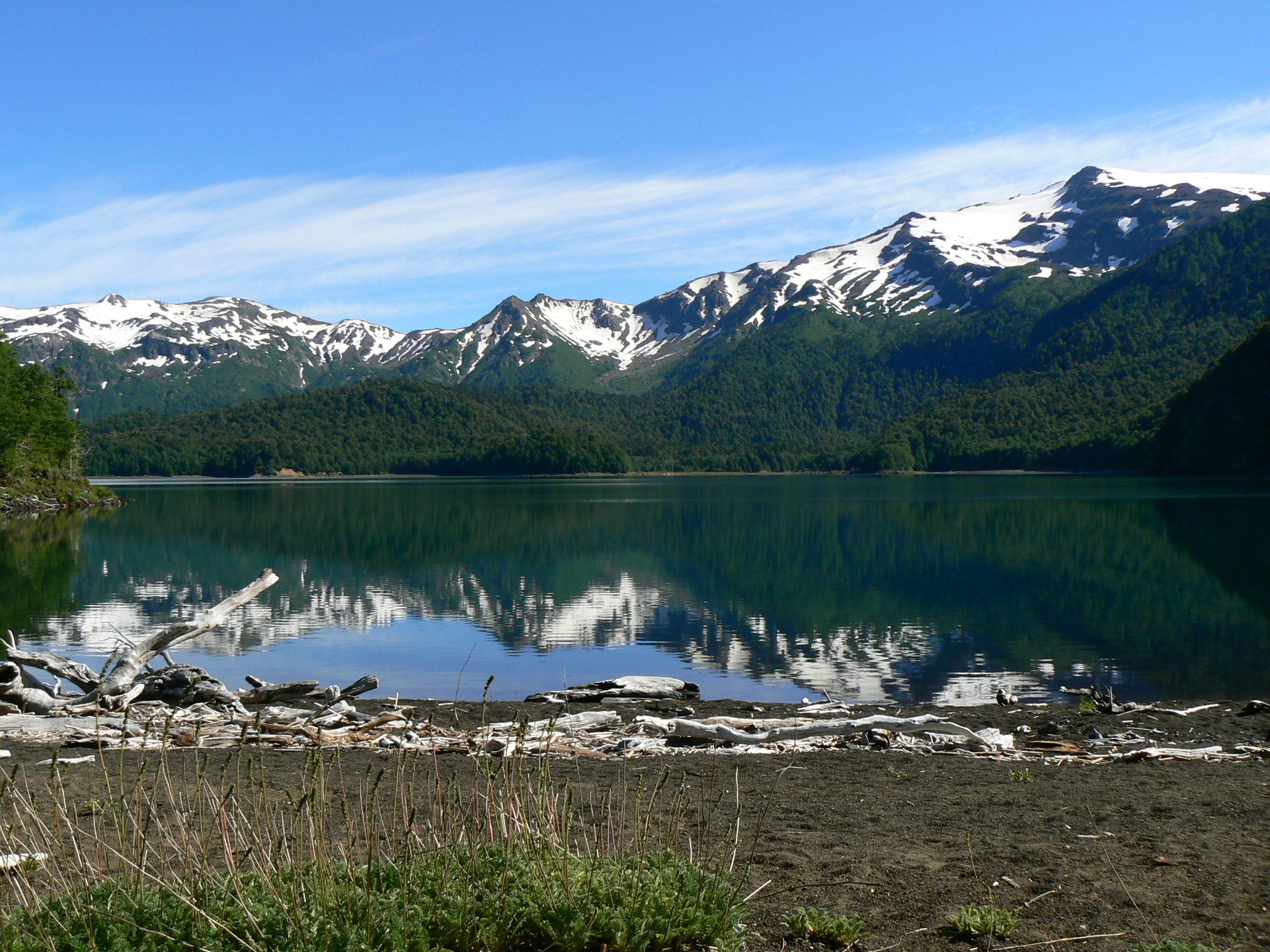
Sierra Nevada

### Park Narodowy Przylądka Horn
Park Narodowy Przylądka Horn (Cabo de Hornos National Park) znajduje się na Przylądku Horn należącego do francuskiego okręgu administracyjnego Cabo de Hornos w prowincji Antártica Chilena w rejonie Región de Magallanes y de la Antártica Chilena. Został założony w 1945 roku.

### Park Narodowy Bernardo O’Higgins
Park Narodowy Bernardo O’Higgins jest największym obszarem chronionym w Chile, którego powierzchnia wynosi 35 259,01 km².

### Pozostałe parki narodowe Chile
- Park Narodowy Alberto de Agostini
- Park Narodowy Alerce Costero
- Park Narodowy Archipiélago de Juan Fernández
- Park Narodowy Cerro Castillo
- Park Narodowy Chiloé
- Park Narodowy Corcovado
- Park Narodowy Huerquehue
- Park Narodowy Isla Guamblin
- Park Narodowy Isla Magdalena
- Park Narodowy Kawésqar
- Park Narodowy La Campana
- Park Narodowy Laguna del Laja
- Park Narodowy Laguna San Rafael
- Park Narodowy Las Palmas de Cocalán
- Park Narodowy Llanos de Challe
- Park Narodowy Llullaillaco
- Park Narodowy Melimoyu
- Park Narodowy Morro Moreno
- Park Narodowy Nahuelbuta
- Park Narodowy Nevado Tres Cruces
- Park Narodowy Pali Aike
- Park Narodowy Pan de Azúcar
- Park Narodowy Patagonii
- Park Narodowy Puyehue
- Park Narodowy Queulat
- Park Narodowy Radal Siete Tazas
- Park Narodowy Rapa Nui
- Park Narodowy Río Clarillo
- Park Narodowy Salar del Huasco
- Park Narodowy Tolhuaca
- Park Narodowy Vicente Pérez Rosales
- Park Narodowy Villarrica
- Park Narodowy Volcán Isluga
- Park Narodowy Yendegaia

## Ekwador

### Park Narodowy Cajas
Park Narodowy Cajas położony jest w prowincji Azuay. Zajmuje obszar 285,44 km² i został założony w 1996 roku. 

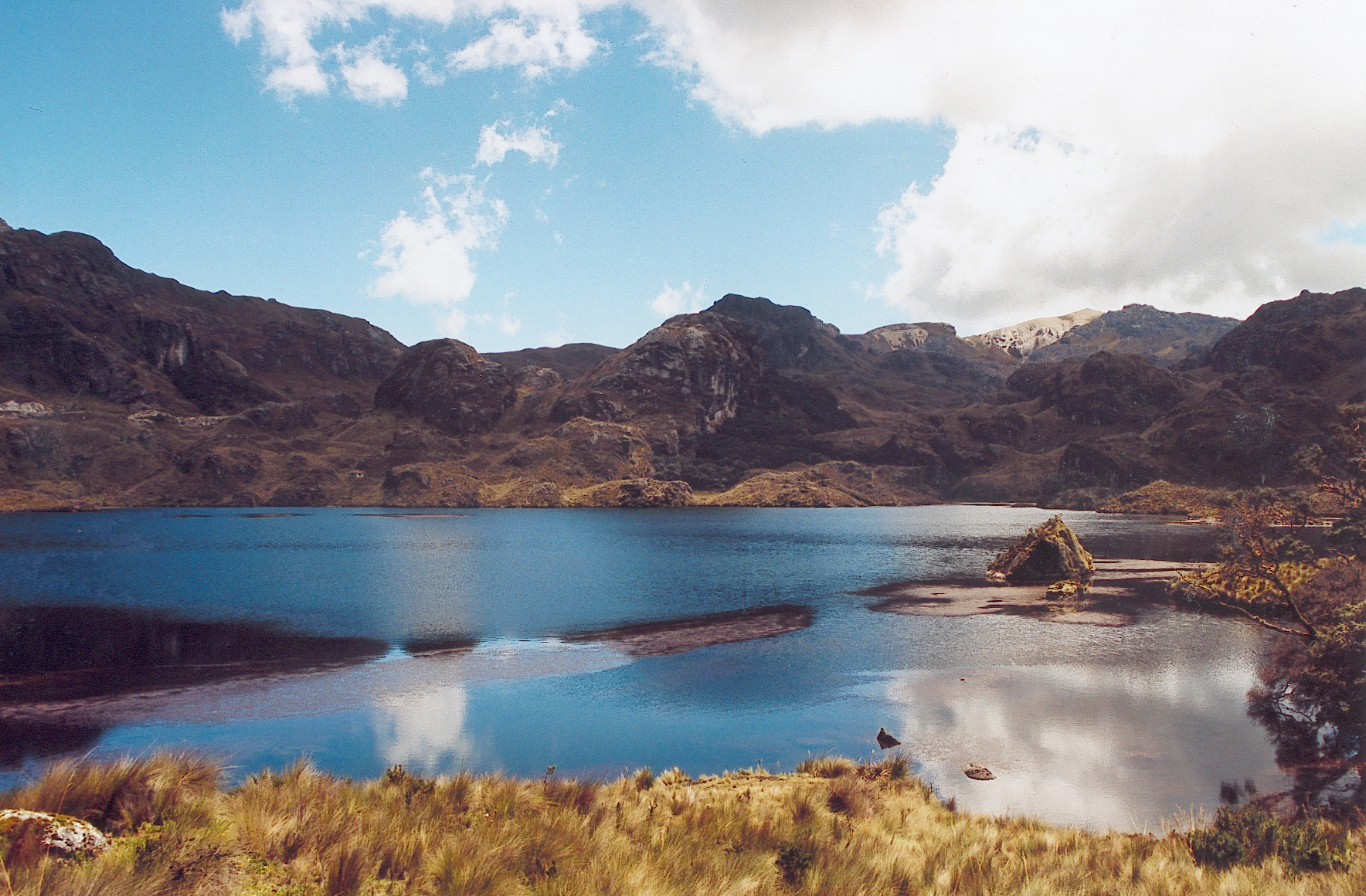
Park Narodowy Cajas

### Park Narodowy Cotopaxi
Park narodowy Cotopaxi zajmuje powierzchnię 333,93 km² i został utworzony w 1975 roku.

### Park Narodowy Galapagos
Park Narodowy Galapagos został utworzony w roku 1959, na terenie należącego do Ekwadoru archipelagu wysp Galapagos. Zajmuje powierzchnię 7995,4 km².

### Pozostałe parki narodowe Ekwadoru
- Park Narodowy Antisana
- Park Narodowy Cayambe-Coca
- Park Narodowy Cotacachi-Cayapas
- Park Narodowy Llanganates
- Park Narodowy Machalilla
- Park Narodowy Podocarpus
- Park Narodowy Rio Negro-Sopladora
- Park Narodowy Sangay
- Park Narodowy Sumaco Napo-Galeras
- Park Narodowy Yacuri
- Park Narodowy Yasuni

## Gujana

### Park Narodowy Kaieteur
Park Narodowy Kaieteur (Kaieteur National Park) znajduje się na północnym obrzeżu Wyżyny Gujańskiej, na wysokości 100–500 m n.p.m., Park ma powierzchnię 585 km² i został założony w 1929 roku. Rezerwat otoczony jest dolinami rzek Muremure, Elinku i Potaro. Na jego terenie znajduje się na rzece Potaro, wodospad Kaieteur mający wysokość 225 m Na obszarze chronionym występują wilgotne i suche lasy równikowe, a w wyższych położeniach sawanny. Tutaj żyją tapiry, leniwce, jaguary, oceloty i wydry, a spośród ptaków: papugi, tukany, kolibry i tinamu.

## Kolumbia

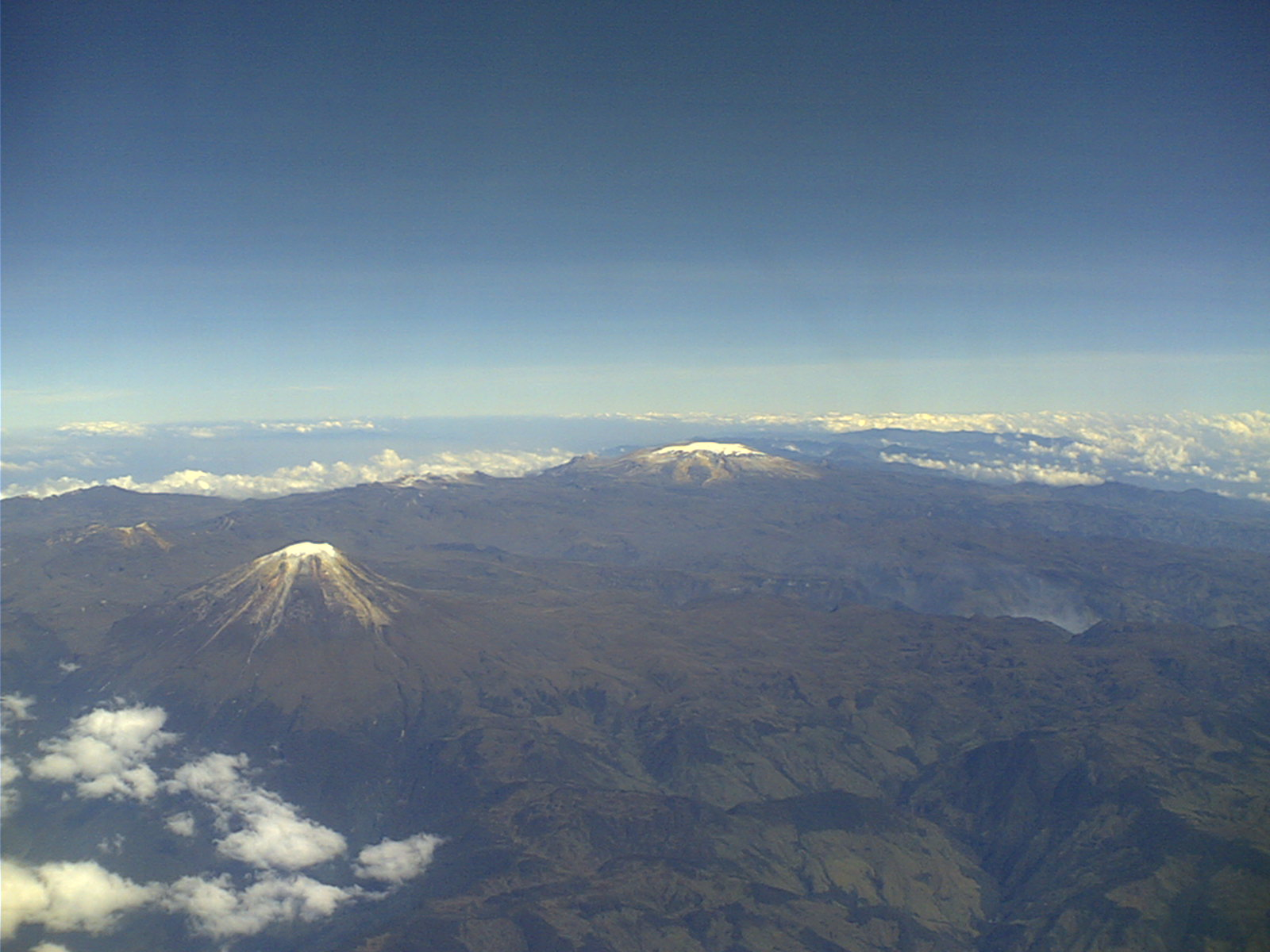
Park Narodowy Los Nevados

Na terenie Kolumbii znajdują się 44 parki narodowe.

### Park Narodowy Puracé
Park Narodowy Puracé znajduje się na stokach Kordyliery Środkowej. Centralną część parku zajmuje masyw aktywnego wulkanu Puracé wznoszącego się na wysokość 4650 m n.p.m. Park zajmuje ogólna powierzchnię 919,42 km² i został założony w 1975 roku.

### Park Narodowy Sierra Nevada de Santa Marta
Park Narodowy Sierra Nevada de Santa Marta został założony w roku 1964 i zajmuje powierzchnię 5733,13 km².  Park znajduje się na terenie masywu górskiego Sierra Nevada de Santa Marta. Niżej położoną część parku pokrywa wilgotny las równikowy i tropikalny wilgotny las górski. Wyżej występuje paramo oraz lodowce.

### Park Narodowy Complejo Volcánico Doña Juana Cascabel
Park Narodowy Complejo Volcánico Doña Juana Cascabel zajmuje obszar 658,35 km²  i został założony 21 marca 2007 roku.

### Pozostałe parki narodowe Kolumbii
- Park Narodowy Alto Fragua-Indi Wasi
- Park Narodowy Amacayacu
- Park Narodowy Bahía Portete-Kaurrele
- Park Narodowy Cahuinarí
- Park Narodowy Catatumbo Barí
- Park Narodowy Chingaza
- Park Narodowy Corales de Profundidad
- Park Narodowy Cordillera de los Picachos
- Park Narodowy Cueva de los Guácharos
- Park Narodowy El Cocuy
- Park Narodowy El Tuparro
- Park Narodowy Farallones de Cali
- Park Narodowy Gorgona
- Park Isla de Salamanca
- Park Narodowy La Paya
- Park Narodowy La Serranía de Chiribiquete
- Park Narodowy Las Hermosas-Gloria Valencia de Castaño
- Park Narodowy Las Orquídeas
- Park Narodowy Los Katíos
- Park Narodowy Los Nevados
- Park Narodowy Macuira
- Park Narodowy Munchique
- Park Narodowy Nevado del Huila
- Park Narodowy Old Providence McBean Lagoon
- Park Narodowy Paramillo
- Park Narodowy Pisba
- Park Narodowy Río Puré
- Park Narodowy Sanquianga
- Park Narodowy Selva de Florencia
- Park Narodowy Serranía de los Churumbelos-Auka Wasi
- Park Narodowy Serranía de los Yariguíes
- Park Narodowy Sierra de la Macarena
- Park Narodowy Sumapaz
- Park Narodowy Tamá
- Park Narodowy Tatamá
- Park Narodowy Tayrona
- Park Narodowy Sumapaz
- Park Narodowy Tinigua
- Park Narodowy Uramba Bahía Málaga
- Park Narodowy Utria
- Park Narodowy Yaigojé Apaporis

## Peru

### Park Narodowy Manú
Park Narodowy Manú znajduje się w południowo-wschodnich Peru, na wschodnich zboczach Andów Północnych. Został założony w 1973 roku i zajmuje powierzchnię 17 162,95 km².
. Swoją powierzchnią obejmuje górny odcinek rzeki Madre de Dios oraz obszar dorzecza rzeki Manú. Obie należą do systemu rzecznego Amazonki. Większość terenu parku położone są na płaskim obszarze wyżynnym, poprzecinanym dolinamu rzek. 70% obszaru terenu podlega całkowitej ochronie, 10% jest przeznaczone dla celów naukowych a 20% udostępniona jest turystom, na której mieszkają miejscowi Indianie.

#### Klimat fauna i flora
Park Narodowy Manú leży w strefie klimatu zwrotnikowego gorącego wilgotnego ze średnią temperaturą roczną 20 °C i maksymalną 35 °C. Roczne opady wahają się od 2000 do 4000 mm z wyraźnym nasileniem w czasie okresu deszczowego.
Dna dolin rzecznych pokryte są roślinnością bagienną, a wyżej porastają lasy mahoniowe i kauczukowe. W zachodniej części parku roślinność zmienia się w zależności od wysokości. Najniżej występują palmy i paprocie, powyżej 2000 m rosną krzewy kokainowe a od 3000 w górę występują trawy puny.

Na terenie Parku Manú żyje ok. 200 gatunków ssaków, 90 gatunków żab oraz 100 gatunków ptaków. Do najliczniejszej grupy należą pancerniki, pekari, tapiry, pumy, jaguary, oceloty, kondory królewskie.

### Park Narodowy Huascarán

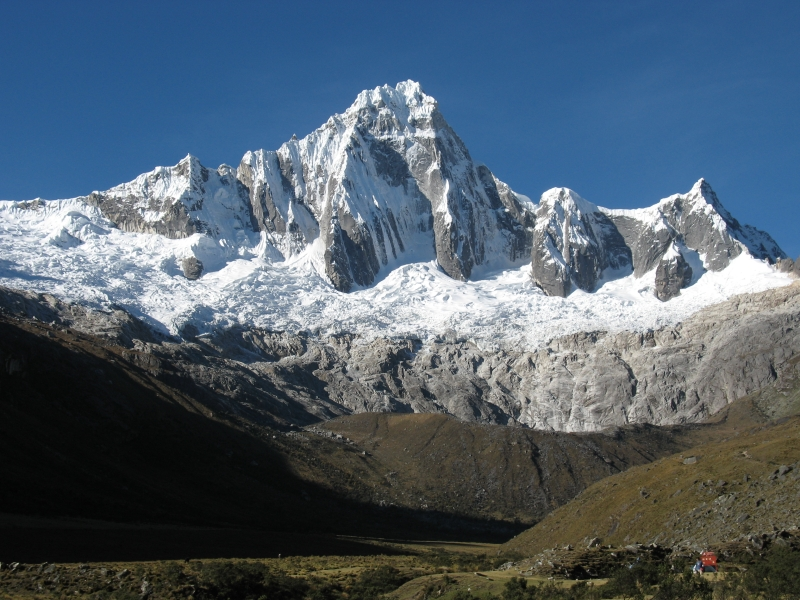
Góra Taulliraju leżąca na terenie Parku Narodowego Huascaran

Park Narodowy Huascarán (Parque nacional del Huascarán) znajduje się na wysokogórskich terenach obejmujących pasmo górskie Kordyliera Biała w Andach Środkowych, ze szczytem Huascarán wznoszącym się ma wysokość 6768 m n.p.m. oraz z dolinami rzek Marańón i Santa i z 260 niewielkimi jeziorkami, Ogółem park zajmuje powierzchnię 3400 km² i został założony w 1975 roku.
Na terenie Parku występują głównie luźne zbiorowiska trawiaste z pojedynczymi osobnikami Puya raimondii i Polylepis a faunę reprezentują wigonie, alpaki i szynszyle oraz kondor wielki i kondor królewski. W roku 1985 Park Narodowy Huascaran został wpisany na listę światowego dziedzictwa UNESCO.

### Park Narodowy Bahuaja Sonene
Park Narodowy Bahuaja Sonene znajduje się w regionie Madre de Dios. Park zajmuje powierzchnię 10 914,16 km².

### Pozostałe parki narodowe Peru
- Park Narodowy Alto Purús
- Park Narodowy Cerros de Amotape
- Park Narodowy Cordillera Azul
- Park Narodowy Cutervo
- Park Narodowy Gueppí-Sekime
- Park Narodowy Ichigkat Muja - Cordillera del Condor
- Park Narodowy Otishi
- Park Narodowy Rio Abiseo
- Park Narodowy Sierra del Divisor
- Park Narodowy Tingo Maria
- Park Narodowy Yaguas
- Park Narodowy Yanachaga Chemillen

## Wenezuela

### Park Narodowy Henri Pittier
Park Narodowy Henri Pittier jest położony w północnej części Wenezueli, nad Morzem Karaibskim. W jego granicach znajdują się stoki pasma górskiego Kordyliery Nadbrzeżnej sięgające wysokości 2436 m n.p.m. Park ma powierzchnię 1078 km² i został założony w 1937 roku. Swoją nazwę obrał na cześć szwajcarskiego botanika Henri Pittiera.

### Park Narodowy Jaua - Sarisariñama
Park Narodowy Jaua - Sarisariñama położony jest w zachodniej części Wyżyny Gujańskiej na wysokościach od 1000 do 2400 m n.p.m. Znajdują się tu trzy duże stoliwa zbudowane ze skał kwarcytowych: Jaua-Jidi, Sarisariñama-Jidi i Guanacoco-Jidi. Park zajmuje powierzchnię 3300 km² i został założony w 1978 roku. Na jego terenie występuje wilgotny las równikowy.

### Park Narodowy Sierra Nevada

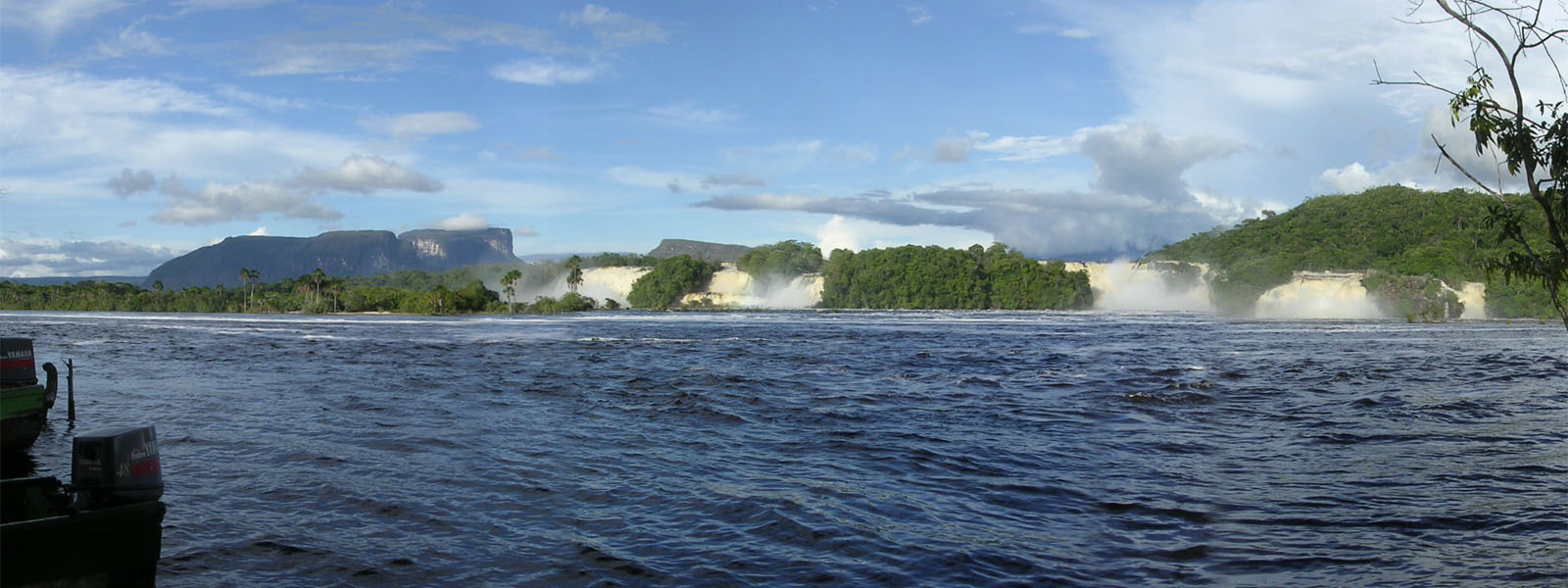
Jezioro Canaima

Park Narodowy Sierra Nevada zajmuje obszar w środkowej części pasma górskiego Cordillera de Mérida w Andach Północnych z najwyższym szczytem Pico Bolivar wznoszącym się na wysokość 4978 m n.p.m. Park zajmuje obszar 2764 km² i został założony w 1952 roku. Na terenie parku szata roślinna zmienia się w zależności od wysokości. Najniżej położoną część parku pokrywa tropikalny wilgotny las górski. Na wysokościach od 2000 do 3000 m n.p.m. rośnie las mglisty. Wyżej występuje paramo.

### Park Narodowy Canaima
Park Narodowy Canaima położony jest w południowo-wschodniej części Wenezueli, przy granicy z Gujaną i Brazylią.

### Pozostałe Parki Narodowe Wenezueli
- Park Narodowy Aguaro-Guariquito
- Park Narodowy Archipiélago Los Roques
- Park Narodowy Caura
- Park Narodowy Cerro El Copey-Jóvito Villalba
- Park Narodowy Cerro Saroche
- Park Narodowy Cerro Yapacana
- Park Narodowy Chorro El Indio
- Park Narodowy Ciénagas del Catatumbo
- Park Narodowy Cueva de la Quebrada del Toro
- Park Narodowy Dinira
- Park Narodowy Dr. José Gregorio Hernández
- Park Narodowy Duida Marahuaca
- Park Narodowy El Guácharo
- Park Narodowy El Guache
- Park Narodowy El Tamá
- Park Narodowy General Juan Pablo Peñaloza
- Park Narodowy Guaramacal
- Park Narodowy Guatopo
- Park Narodowy Juan Crisóstomo Falcón
- Park Narodowy Laguna de La Restinga
- Park Narodowy Laguna de Tacarigua
- Park Narodowy Macarao
- Park Narodowy Mariusa
- Park Narodowy Médanos de Coro
- Park Narodowy Mochima
- Park Narodowy Morrocoy
- Park Narodowy Parima-Tapirapecó
- Park Narodowy Península de Paria
- Park Narodowy Río Viejo San Camilo
- Park Narodowy San Esteban
- Park Narodowy Santos Luzardo
- Park Narodowy Serranía La Neblina
- Park Narodowy Sierra de La Culata
- Park Narodowy Sierra de Perijá
- Park Narodowy Tapo-Caparo
- Park Narodowy Terepaima
- Park Narodowy Tirgua
- Park Narodowy Turuépano
- Park Narodowy Waraira Repano
- Park Narodowy Yacambú
- Park Narodowy Yurubí